# Oloncho
Oloncho (pl. oloncholor) je obecný název pro hrdinský a mytologický epos sibiřských Jakutů. Není to název konkrétního díla, ale označení celého žánru jakutského folklóru. Jsou to epické nebo lyrickoepické básně velkého rozsahu (až 36 000 veršů) popisující vznik a uspořádání světa, činy duchů ajyy, démonů abaahy a mytických válečníků bootur. Obsahují ale i lyrické popisy přírody a shrnují učení jakutského šamanismu. Jakutský antropolog profesor Anatolij Gogolev označil tradici oloncha za „hypertext jakutské kultury“ kódující celý světonázor a etiku jakutské tradiční společnosti.

## Původ a vznik
Místo i čas vzniku tradice jakutského oloncha můžeme určit jen přibližně. Vzhledem k tomu, že Jakuti na území, které dnes obývají, migrovali asi ve 12. století z oblasti jižní Sibiře, je pravděpodobné, že první oloncholor vznikala na území dnešní Tuvy či Altaje asi v 7.–8. stol. n. l., snad i dříve. Archeolog a historik A. P. Okladnikov označil za jejich tvůrce Kurykany, dávné turkické etnikum, pokládané za přímé předky Jakutů.
Jižnímu původu oloncha nasvědčují popisy stepní krajiny a zvířat, která na severní Sibiři nežijí, jako jsou velbloudi a lvi. Spíše nepřímé jsou zmínky o sousedních kmenech turkického a mongolského původu, ale z jazykového i literárního hlediska je možné prokázat příbuznost oloncha s eposy sousedních národů, Altajců, Kyrgyzů, Mongolů i Tibeťanů.
Postupně, jak se Jakuti stěhovali k severu, se v příbězích oloncha začaly objevovat nové motivy – tajga, tundra a jejich zvířena, bojovní Evenkové a chov sobů. Zároveň vzrostl význam ducha tajgy Baaj Bajanaje. Že se vývoj nezastavil ani později, dokazují některé rusismy v lexiku oloncha, např. „teriekke“ (talíř) a jiné.
U některých jevů popsaných v olonchu nevíme, jak se o nich Jakuti mohli dozvědět. Například popis nezamrzajících jezer na Tibetské náhorní plošině, zmínky o Sachalinu, mořských vydrách či popis západního moře Araat, což je asi Aralské jezero. Názor, že se tyto zmínky dostaly do oloncha až po příchodu Rusů, není pravděpodobný. V olonchu jsou popsána i některá pravěká zvířata, jako je lev jeskynní nebo dlouhosrstý jednorohý býk, nápadně připomínající pranosorožce druhu Elasmotherium sibiricum. Lvi a ohromní jednorozí býci vystupují i v jakutských a evenkských pohádkách. Nemusí to však nutně znamenat, že oloncho vzniklo už v době ledové, kdy tato zvířata na Sibiři žila. Racionálnější vysvětlení je, že Jakuti nacházeli v půdě zamrzlé zdechliny mamutů, pranosorožců a jeskynních lvů, které pak vylíčili jako obyvatele Podzemí.

## Forma
Oloncho je psáno bezrozměrným veršem s převahou jambických stop. Značnou roli hraje aliterace a zvukomalba. Děj má rychlý spád, zemitá líčení plná metafor převzatých ze sibiřské přírody jsou střídána monology i dialogy postav v písňové formě. Tyto písně se vyznačují pravidelnějším veršem, často se v nich vyskytuje i asonance. Monology ukazují vztah postav k probíhajícímu ději a zdůvodňují jejich budoucí i minulé činy. Písně jsou zpravidla uvedeny nepřeložitelnými citoslovci, jež mají navodit situaci a rozpoložení hrdiny.
Převažujícím slohovým postupem je popis, často prostřednictvím metafor a rozvinutých přívlastků. Děj není souvisle vyprávěn, je vytvořen ze sledu popisů, které po sobě následují podobně jako políčka filmu.

## Příběhy
Nejznámější oloncholor vyprávějí o legendárních válečnících, jako jsou Ňurgun Bootur, Er Sogotoch nebo Eles Bootur, kteří chrání lidstvo a Zemi před útoky démonů, příšer a epidemií, vysvobozují ze zajetí lidi (často ženy) unesené démony nebo nepřáteli, osidlují Sibiř a zakládají jednotlivé ulusy, jakutské klany. Hrdinové jsou zároveň i šamany, ovládají magii a zpravidla se proměňují ve zvířata. Jejich nejvěrnějším pomocníkem je jejich jízdní zvíře, kůň nebo sob, ale pomáhají jim také jiní šamani nebo šamanky. Protivníky hrdinů jsou démoni abaasy, obyvatelé Podzemí nebo západních oblastí nebes, jsou nepřáteli lidí, které unášejí a požírají. Jsou šerední a často ztělesňují špatné lidské vlastnosti.

## Tradice vyprávění oloncha
Oloncho bylo odedávna ústně tradováno, skládáno a přednášeno jakutskými bardy – olonchosuty. Zatímco většinu textu olonchosut rychle, monotónně recitoval, písňové pasáže a dialogy zpíval, často za doprovodu hudby na chomus. Přednes jednoho oloncha začínal večer a trval s krátkými přestávkami zpravidla 8–9 hodin. Zvláště dlouhé kusy se přednášely po částech často i několik nocí po sobě. Je samozřejmé, že takto dlouhé vyprávění kladlo na interpreta mimořádné nároky.
Dobrý olonchosut ovládal 7–9 poloh hlasu a tři techniky zpěvu. Falzetový zpěv ďjereňi yrja se užíval pro monology nebeských duchů, ženských hrdinek či šamanů, obyčejný zpěv degeren yrja byl vyhrazen pro mužské hrdiny, koně a démonické bytosti. Písně mužů byly zpívány basem, písně chlapců a koní tenorem. Třetí technika zpěvu, zvláštní a těžko srozumitelné mumlání či bručení, bylo vyhrazeno pro písně démonů. V písňových pasážích vidíme zřetelně onomatopoické vyjádření ržání koní, hlasu orlů, jeřábů, potáplic i jiných ptáků.
Olonchosuti se umění zpěvu učili 9–12 let. Pokud zvládli své umění opravdu dobře, získali možnost dosáhnout vysokého společenského postavení. V průběhu slunovratové slavnosti Yssyach a v zimních měsících obcházeli jednotlivé osady, kde na požádání přednášeli. Odměnou mohl být i kůň či stříbrné šperky. Během cest si olonchosuti také vybírali mezi mladými chlapci své žáky, jimž předávali umění zpěvu, hudby a skládání příběhů.
V olonchu vystupuje olonchosut jako ten, kdo dále předává dříve slyšené příběhy a písně, kdo je doplňuje a skládá podle starších předloh. Navíc je vypravěč i prostředníkem, který vlastně udržuje kontakt mezi postavami oloncha a posluchačem či čtenářem.
| „ | ....když já budu ve shodě s ním, s vypravěčem, s šedým starcem, stejně splétat slovní vzory, budu-li své verše skládat, vyniknou jak písně staré slavných, nejslavnějších pěvců. | “ |

S ústním tradováním oloncha souvisí i důraz na variabilitu. Kosmologické mýty či představy o božstvech nejsou dogmaticky stanoveny. Nejsou prezentovány jako skutečnost, ale jako výsledek obecné dohody, jako něco, co „říkají starci a moudří lidé“. V první písni Oloncha o Ňurgunu Booturoci se při popisu naší země uvádí:
| „ | Zda je (země) spojená s nebesy neví žádný z našich lidí. Nebo zda se vznáší s větrem, na třech horách zavěšena? Nikdy toto nepoznáme. | “ |

Mnoho scén působí dojmem, jako by vzniklo vylíčením šamanské vize. Například následující úryvky přímo vzbuzují dojem šamana letícího v transu nad zemí a popisujícího své vize:
| „ | Odtud, z nadoblačné výše celý náš Střední svět vidíš, do šířky a do daleka. | “ |

nebo
| „ | Když na koni okřídleném letíme dál na východ, jezero tam uvidíme s ostrovem uprostřed vod... | “ |

## Oloncho dnes
I když se vyprávění oloncha udrželo u Jakutů dodnes, ztratilo z větší části svůj původní charakter. Od konce 19. století byly texty zapisovány a později vydávány, jak v překladech, tak v jakutském originále. Hlavně po roce 1945 se tímto způsobem dostávaly zapsané texty zpět mezi Jakuty. Tím, že existuje kodifikovaná verze, se ovšem omezuje tvorba nových oloncholar a dnešní vypravěči většinou jen zpětně interpretují texty zapsané na počátku 20. století.
Přesto ale byla v roce 2005 tradice jakutského oloncha zařazena do seznamu mistrovských děl ústního a nehmotného dědictví lidstva UNESCO.